# Liste der Landschaftsschutzgebiete in Unterfranken
Die Liste der Landschaftsschutzgebiete in Unterfranken bindet folgende Listen der Landschaftsschutzgebiete in unterfränkischen Landkreisen und Städten aus dem Artikelnamensraum ein:

## Landkreise und Gemeinden
- Liste der Landschaftsschutzgebiete im Landkreis Aschaffenburg
- Liste der Landschaftsschutzgebiete in Aschaffenburg
- Liste der Landschaftsschutzgebiete im Landkreis Bad Kissingen
- Liste der Landschaftsschutzgebiete im Landkreis Haßberge
- Liste der Landschaftsschutzgebiete im Landkreis Kitzingen
- Liste der Landschaftsschutzgebiete im Landkreis Main-Spessart
- Liste der Landschaftsschutzgebiete im Landkreis Miltenberg
- Liste der Landschaftsschutzgebiete im Landkreis Rhön-Grabfeld
- Liste der Landschaftsschutzgebiete im Landkreis Schweinfurt
- Liste der Landschaftsschutzgebiete in Schweinfurt
- Liste der Landschaftsschutzgebiete im Landkreis Würzburg

Die Auswahl entspricht dem Regierungsbezirk Unterfranken. Im Regierungsbezirk gibt es 37 Landschaftsschutzgebiete (Stand Oktober 2018).

## Hinweise zu den Angaben in der Tabelle
- Gebietsname: Amtliche Bezeichnung des Schutzgebietes
- Bild/Commons: Bild und Link zu weiteren Bildern aus dem Schutzgebiet
- LSG-ID: Amtliche Nummer des Schutzgebietes
- WDPA-ID: Link zum Eintrag des Schutzgebietes in der World Database on Protected Areas
- Wikidata: Link zum Wikidata-Eintrag des Schutzgebietes
- Ausweisung: Datum der Ausweisung als Schutzgebiet
- Gemeinde(n): Gemeinden, auf denen sich das Schutzgebiet befindet
- Lage: Geografischer Standort
- Fläche: Gesamtfläche des Schutzgebietes in Hektar
- Flächenanteil: Anteilige Flächen des Schutzgebietes in Landkreisen/Gemeinden, Angabe in % der Gesamtfläche
- Bemerkung: Besonderheiten und Anmerkungen

Bis auf die Spalte Lage sind alle Spalten sortierbar.
| Gebietsname | Bild/Commons   | LSG-ID       | WDPA-ID | Wikidata  | Ausweisung | Gemeinde(n) | Lage     | Fläche ha | Flächenanteil | Bemerkung |
| --- | -------------- | ------------ | ------- | --------- | ---------- | ----------- | -------- | --------- | --- | --------- |
| LSG in den Gemarkungen Kahl am Main und Alzenau in Ufr. | weitere Bilder | LSG-00293.01 | 395770  | Q59634073 | 1978       |             | Position | 2579,84   | Landkreis Aschaffenburg (100 %) |           |
| LSG Lindigwald in der Gemarkung Karlstein |                | LSG-00293.02 | 395771  | Q59634077 | 1978       |             | Position | 245,97    | Landkreis Aschaffenburg (100 %) |           |
| LSG Unter- und Oberhübnerwald in der Gemarkung Stockstadt |                | LSG-00293.03 | 395772  | Q59634081 | 1978       |             | Position | 951,81    | Landkreis Aschaffenburg (100 %) |           |
| Mainwiesen |                | LSG-00594.01 | 396143  | Q59634083 | 2006       |             | Position | 50,68     | Landkreis Aschaffenburg (100 %) |           |
| Schutz eines Landschaftsraumes in der Gemarkung Großostheim, Landkreis Aschaffenburg – ehem. Kiesgrube Höfling                                                                                 |                | LSG-00274.01 | 395751  | Q59634069 | 1975       |             | Position | 9,93      | Landkreis Aschaffenburg (100 %) |           |
| LSG Bayerische Rhön | weitere Bilder | LSG-00563.01 | 396113  | Q59632925 | 1983       |             | Position | 96076,6   | Landkreis Bad Kissingen (56 %), Landkreis Rhön-Grabfeld (43,9 %) |           |
| LSG Höret und Zückberg in der Gemarkung Arnshausen, Stadt Bad Kissingen, Landkreis Bad Kissingen                                                                                               |                | LSG-00466.01 | 395974  | Q59633388 | 1992       |             | Position | 62,3      | Landkreis Bad Kissingen (100 %) |           |
| LSG innerhalb des Naturparks Hassberge (ehemals Schutzzone) | weitere Bilder | LSG-00573.01 | 396122  | Q59632927 | 1987       |             | Position | 56385,96  | Landkreis Bamberg (12,3 %), Landkreis Rhön-Grabfeld (19,5 %), Landkreis Haßberge (66,6 %), Landkreis Schweinfurt (1,6 %)                                                                             |           |
| LSG innerhalb des Naturparks Steigerwald (ehemals Schutzzone) | weitere Bilder | LSG-00569.01 | 396119  | Q59586157 | 1988       |             | Position | 88558,46  | Landkreis Bamberg (20,3 %), Landkreis Erlangen-Höchstadt (3,6 %), Landkreis Neustadt an der Aisch (38,4 %), Landkreis Haßberge (17,0 %), Landkreis Kitzingen (14,0 %), Landkreis Schweinfurt (6,7 %) |           |
| Wässernachtal im Landkreis Haßfurt - Teil I | weitere Bilder | LSG-00139.01 | 395611  | Q59633311 | 1967       |             | Position | 361,66    | Landkreis Haßberge (99,7 %) |           |
| Wässernachtal im Landkreis Haßfurt - Teil II | weitere Bilder | LSG-00139.02 | 395612  | Q59633312 | 1967       |             | Position | 783,65    | Landkreis Haßberge (99,9 %) |           |
| Schutz von Landschaftsteilen in der Gemeinde Reupelsdorf, Landkreis Gerolzhofen – Staatswaldrevier Reupelsdorf                                                                                 |                | LSG-00210.01 | 395690  | Q59633230 | 1971       |             | Position | 210,8     | Landkreis Kitzingen (100 %) |           |
| Volkacher Mainschleife | weitere Bilder | LSG-00170.01 | 395639  | Q59633208 | 1969       |             | Position | 5326,93   | Landkreis Kitzingen (61,9 %), Landkreis Schweinfurt (16,3 %), Landkreis Würzburg (21,7 %) |           |
| LSG innerhalb des Naturparks Spessart (ehemals Schutzzone) | weitere Bilder | LSG-00561.01 | 396111  | Q59633087 | 1982       |             | Position | 136627,09 | Landkreis Aschaffenburg (33,4 %), Landkreis Miltenberg (16,8 %), Landkreis Main-Spessart (48,7 %) |           |
| LSG innerhalb des Naturparks Bayerischer Odenwald (ehemals Schutzzone) | weitere Bilder | LSG-00562.01 | 396112  | Q59633088 | 1982       |             | Position | 30541,4   | Landkreis Aschaffenburg (2,9 %), Landkreis Miltenberg (97,1 %) |           |
| Herlheimer Wiesen | weitere Bilder | LSG-00481.01 | 395989  | Q59633663 | 1994       |             | Position | 67,57     | Landkreis Schweinfurt (100 %) |           |
| LSG Ellertshäuser See | weitere Bilder | LSG-00327.01 | 395817  | Q59633646 | 1981       |             | Position | 256,41    | Landkreis Schweinfurt (100 %) |           |
| LSG Hausener Tal | weitere Bilder | LSG-00377.01 | 395886  | Q59633651 | 1985       |             | Position | 1206,96   | Landkreis Schweinfurt (100 %) |           |
| LSG Im Kies und Unterer Unkenbach | weitere Bilder | LSG-00407.01 | 395915  | Q59633656 | 1987       |             | Position | 50,96     | Landkreis Schweinfurt (100 %) |           |
| LSG Üchtelhäuser Grund | weitere Bilder | LSG-00386.01 | 395894  | Q59633655 | 1986       |             | Position | 39,55     | Landkreis Schweinfurt (99,7 %) |           |
| LSG Umgebung des Alten und Neuen Sees | weitere Bilder | LSG-00433.01 | 395941  | Q59633658 | 1989       |             | Position | 158,18    | Landkreis Schweinfurt (100 %) |           |
| LSG Weipoltshäuser- und Jeusing-Grund | weitere Bilder | LSG-00459.01 | 395967  | Q59633660 | 1992       |             | Position | 366,27    | Landkreis Schweinfurt (100 %) |           |
| LSG Zeller Grund | weitere Bilder | LSG-00381.01 | 395889  | Q59633653 | 1986       |             | Position | 106,21    | Landkreis Schweinfurt (99,5 %) |           |
| Mainauelandschaft bei Sennfeld | weitere Bilder | LSG-00473.01 | 395981  | Q59633662 | 1993       |             | Position | 50,01     | Landkreis Schweinfurt (99,9 %) |           |
| Schutz des Landschaftsraumes Umgebung der Sulzheimer Gipshügel in der Gemarkung Sulzheim, Landkreis Schweinfurt                                                                                | weitere Bilder | LSG-00335.01 | 395825  | Q59633649 | 1982       |             | Position | 34,98     | Landkreis Schweinfurt (100 %) |           |
| Schutz von Landschaftsteilen im Landkreis Schweinfurt | weitere Bilder | LSG-00074.01 | 395498  | Q59633640 | 1956       |             | Position | 90,46     | Landkreis Schweinfurt (100 %) |           |
| Schutz von Landschaftsteilen in der Gemarkung Abersfeld, Landkreis Schweinfurt | weitere Bilder | LSG-00201.01 | 395681  | Q59633645 | 1971       |             | Position | 180,4     | Landkreis Schweinfurt (99,8 %) |           |
| Weyerer Bergheide mit Hangwäldern und Altwasser | weitere Bilder | LSG-00498.01 | 396006  | Q59633665 | 1996       |             | Position | 34,49     | Landkreis Schweinfurt (100 %) |           |
| Landschaftsschutz der Mainleite im Bereich der Stadt Schweinfurt und des Landkreises Schweinfurt                                                                                               | weitere Bilder | LSG-00075.01 | 395499  | Q59633642 | 1956       |             | Position | 40,89     | Schweinfurt (86,5 %), Landkreis Schweinfurt (13,5 %) |           |
| Schutz eines Landschaftsteils im Bereich der Stadt Schweinfurt und des Landkreises Schweinfurt                                                                                                 |                | LSG-00084.01 | 395505  | Q59633643 | 1956       |             | Position | 31,55     | Schweinfurt (76,9 %), Landkreis Schweinfurt (23,0 %) |           |
| LSG Polisina in den Gemarkungen Ochsenfurt und Frickenhausen |                | LSG-00453.01 | 395961  | Q59633450 | 1991       |             | Position | 58,89     | Landkreis Würzburg (99,8 %) |           |
| LSG Täler der Tauber, Gollach, Steinach und umgebende Wälder in den Gemarkungen Aub, Baldersheim, Burgerroth, Bieberehren, Buch, Klingen, Strüth, Aufstetten, Tauberrettersheim und Riedenheim |                | LSG-00447.01 | 395955  | Q59633449 | 1990       |             | Position | 2863,62   | Landkreis Würzburg (99,9 %) |           |
| Maintalschutzlandschaft Thüngersheim |                | LSG-00083.01 | 395504  | Q59633443 | 1956       |             | Position | 283,22    | Landkreis Würzburg (100 %) |           |
| Ochsenfurter Forst und Hübnerholz |                | LSG-00261.01 | 395739  | Q59633447 | 1973       |             | Position | 146,47    | Landkreis Würzburg (100 %) |           |
| Thierbachtal |                | LSG-00050.01 | 395478  | Q59633442 | 1955       |             | Position | 139,23    | Landkreis Würzburg (100 %) |           |
| Uferstreifen am Main zwischen dem Markt Zell am Main und der Grenze des Landkreises Würzburg zu Lkr. Main-Spessart                                                                             |                | LSG-00152.01 | 395623  | Q59633444 | 1968       |             | Position | 80,14     | Landkreis Würzburg (100 %) |           |
| Volkenberg |                | LSG-00152.02 | 395624  | Q59633446 | 1968       |             | Position | 380,13    | Landkreis Würzburg (99,8 %) |           |